# Vincenzo Ricasoli
Vincenzo Ricasoli (Firenze, 13 febbraio 1814 – Porto Ercole, 20 giugno 1891) è stato un politico, agronomo e patriota italiano.
Fratello di Bettino, combatté le guerre risorgimentali fino a conseguire il grado di maggiore generale dell'esercito piemontese. Fu senatore del Regno d'Italia nella XIV legislatura.

## Biografia
Vincenzo Ricasoli nacque a Firenze il 13 febbraio 1814. Terzogenito del barone Luigi Ricasoli e di Elisabetta Peruzzi, subì l'influenza e il carattere inflessibile e determinato del fratello primogenito Bettino, che avrebbe lasciato un'impronta marcata nella storia della loro famiglia e dell'Italia. Condivise con lui l'interesse per la vita politica, l’impegno civile, l'agricoltura, la botanica e le scienze; lavorarono insieme al patrimonio familiare con le tenute in Maremma (1855). Gestì la tenuta di Gorarella a Grosseto, cercando di svilupparla e farla progredire con le prime macchine meccaniche per la mietitura prima e poi con l'introduzione in quelle zone della mezzadria.
Nel 1860 venne eletto deputato del Regno di Sardegna per il collegio di Grosseto. In seguito all'unità d'Italia, fu eletto nel collegio di Scansano alle elezioni del 1861 e nel 1866 era colonnello di Stato maggiore nell'esercito del Regno nella battaglia di Custoza.
Sviluppò i suoi interessi botanici fino a pubblicare degli scritti, nonché a impiantare nel 1869 alla Casa Bianca di Porto Ercole un giardino di "acclimatazione" o orto botanico, che dopo venti anni contava 1 860 specie diverse. Nel 1881 fu nominato senatore del Regno nella XIV legislatura e durante tutta la vita ebbe un intenso scambio epistolare col fratello sulla vita politica e sulle vicende familiari. Morì a Porto Ercole il 20 giugno 1891; la salma fu trasferita presso il Castello di Brolio e qui fu sepolto nella cripta della cappella di San Jacopo, dove riposa anche il fratello Bettino.